# Дифференциальный бином
В математическом анализе дифференциальным биномом или биномиальным дифференциалом называется дифференциал вида
{\displaystyle x^{m}(a+bx^{n})^{p}\;dx,}
где a, b — действительные числа, a m, n, p — рациональные числа.
Представляет интерес интеграл от  дифференциального бинома:
{\displaystyle I=\int x^{m}(a+bx^{n})^{p}\;dx.}

## Свойства

### Выразимость интеграла в элементарных функциях

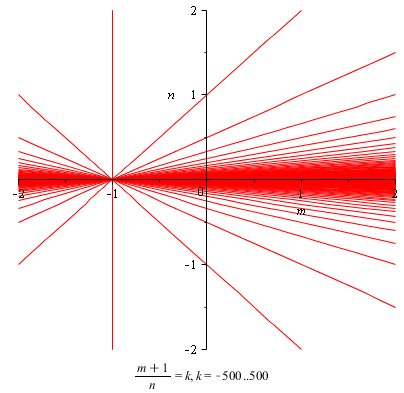
Линии, проходящие через точку (-1,0), которым принадлежат точки (m,n), где m,n — рациональные числа, удовлетворяющие второму условию интегрируемости дифференциального бинома

Гиперболические параболоиды, которым принадлежат точки (m,n,p), где m,n,p — рациональные числа, удовлетворяющие третьему условию интегрируемости дифференциального бинома

Интеграл от дифференциального бинома выражается в элементарных функциях только в трёх случаях:
- {\displaystyle p} — целое число. Используется подстановка {\displaystyle x=t^{k}}, {\displaystyle k} — общий знаменатель дробей {\displaystyle m} и {\displaystyle n};
- {\displaystyle {\frac {m+1}{n}}} — целое число. Используется подстановка {\displaystyle a+bx^{n}=t^{s}}, {\displaystyle s} — знаменатель дроби {\displaystyle p}.
- {\displaystyle p+{\frac {m+1}{n}}} — целое число. Используется подстановка {\displaystyle ax^{-n}+b=t^{s}}, {\displaystyle s} — знаменатель дроби {\displaystyle p}.

### Связь с бета-функцией и гипергеометрической функцией
Интеграл от дифференциального бинома выражается через неполную бета-функцию:
{\displaystyle I={\frac {1}{n}}a^{p}\left(-{\frac {a}{b}}\right)^{(m+1)/n}\cdot B_{y}\left({\frac {m+1}{n}},p+1\right),}
где {\displaystyle y=-{\tfrac {b}{a}}x^{n}}, а также через гипергеометрическую функцию:
{\displaystyle I={\frac {1}{m+1}}a^{p}\left(-{\frac {a}{b}}\right)^{(m+1)/n}y^{(m+1)/n}\cdot {}_{2}F_{1}\left({\frac {m+1}{n}},-p;{\frac {m+1}{n}}+1;y\right).}

## Примеры
Интеграл
{\displaystyle \int {\sqrt[{3}]{1+x^{2}}}dx}
не выражается в элементарных функциях, здесь {\displaystyle m=0,n=2,p={1 \over 3}}, и ни одно из трёх условий для m, n и p не выполнено.
В то же время интеграл
{\displaystyle \int {\sqrt {1+x^{2}}}dx={x{\sqrt {x^{2}+1}} \over 2}+{1 \over 2}\ln(x+{\sqrt {x^{2}+1}})+C},
как видим, выражается в элементарных функциях, поскольку здесь  {\displaystyle m=0,n=2,p={1 \over 2}}, и  {\displaystyle {m+1 \over n}+p=1}, то есть является целым числом.

## История

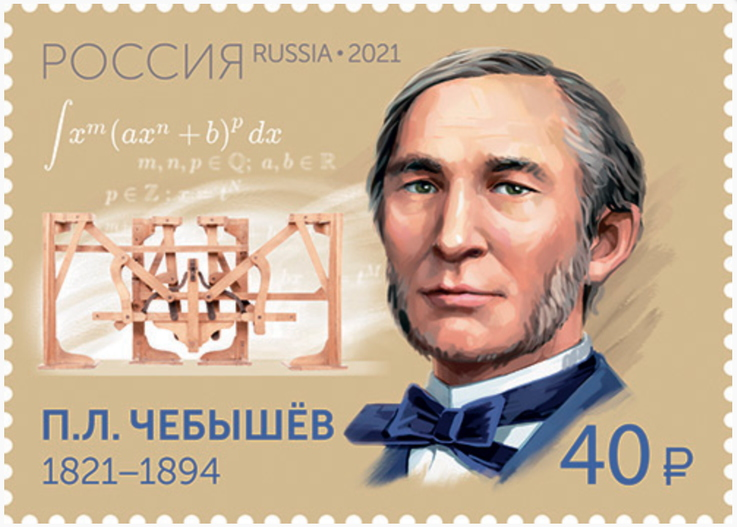
Интеграл от дифференциального бинома (слева вверху) на почтовой марке России 2021 года, посвящённой П. Л. Чебышеву

Случаи выразимости дифференциального бинома в элементарных функциях были известны ещё Л. Эйлеру. Однако, невыразимость дифференциального бинома в элементарных функциях во всех остальных случаях была доказана П. Л. Чебышёвым в 1853 году.